# 無姓氏

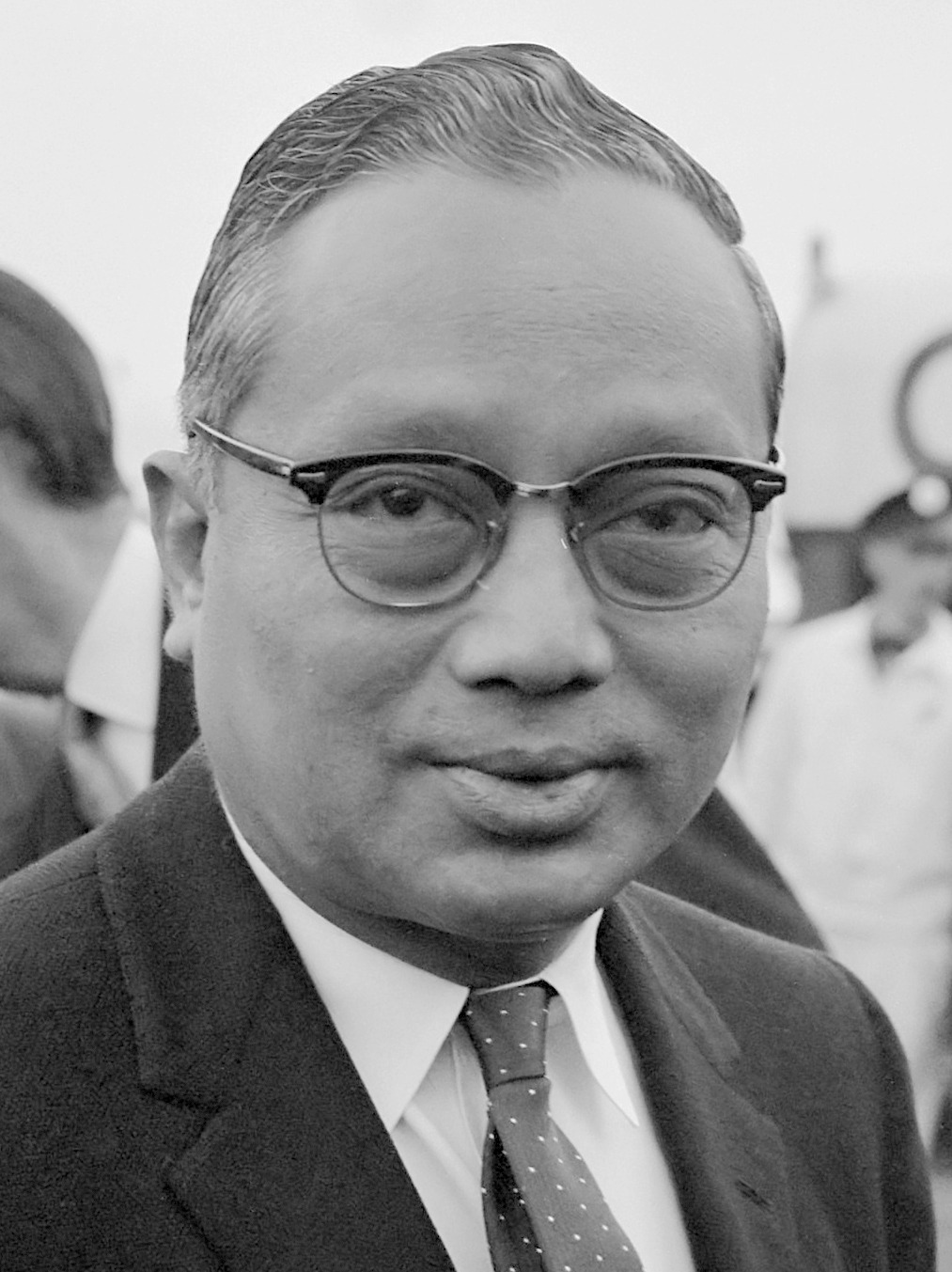
聯合國第三任秘書長吳丹。「吴」为敬称，其本名为「丹」，沒有姓氏。

無姓氏，就是指人名中沒有姓氏，包括單名。無姓氏的可能原因包括該文化不使用姓氏或是個人選擇，許多藝名或暱稱也無姓氏。另外，歷史人物可能會發生姓氏不可考的情況。在現代因為全球化等影響，許多來自東亞或西方文化的人誤以為每個人都有姓氏，而在設計電腦表格或資料庫時把姓氏列為必填欄位，會對無姓氏的人造成不便。

## 亞洲文化

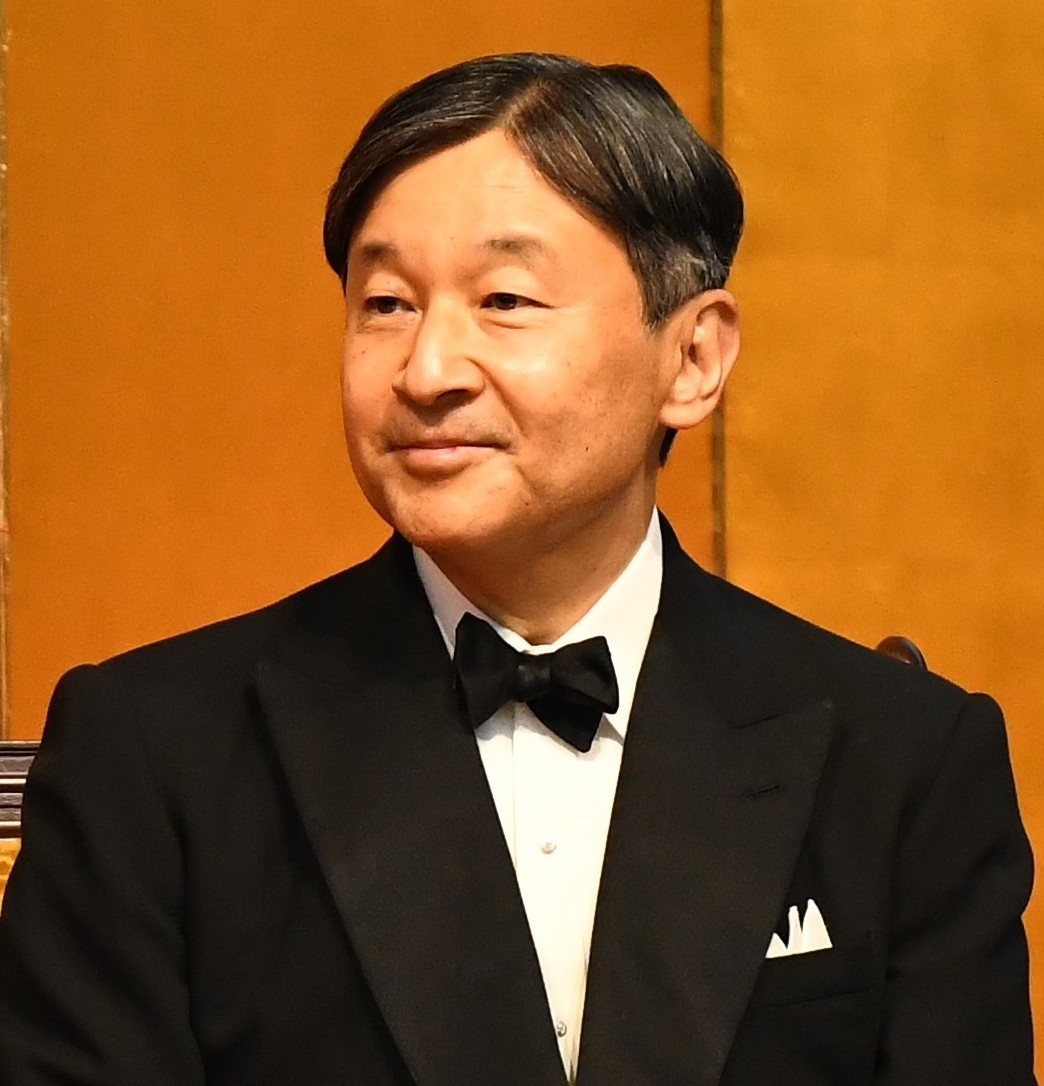
德仁，日本第126代天皇

在東亞，漢族的姓起源於五六千年前的母系社會，沿自部落的名稱或部落首領的名。傳統上因為避諱等關係，直呼姓名不恰當，通常另取字和號，而不使用本名。現代則常使用綽號或外語名字。
日本在1875年頒布《平民苗字必稱義務令》之前，大多數平民沒有姓氏。在現代只有日本皇室沒有姓，因為日本人認為姓氏是由更高地位的人授予，而天皇是最高地位所以沒有人可以給他姓氏。過世或退位的天皇則授與諡號。類似的情況也出現在印度蒙兀兒帝國的前六位皇帝，沒有姓氏，只有登基時取的尊號。
臺灣原住民族人名除了一部分有類似姓氏的氏族名以外，有些用親名，達悟族則只用個人名或長嗣名，但在日治時期與中華民國時期均被迫改用帶有姓氏的和名或漢名。
有些民族如滿族人名、蒙古族人名、錫伯族人名的姓與名不連稱，平時只稱名不稱姓。
在西亞、南亞和東南亞許多文化不使用姓氏，包括阿富汗人名、藏族人名、不丹人名、緬甸人名、以及印度和印尼許多民族的名字都如此。蒙古、藏族、不丹和緬甸人的名字常常是由佛教僧人取名，使用一個或兩個詞 。緬甸雖然不使用姓氏，但對男子的尊稱  在中文裡有時會被翻譯成「吳」而被誤認為姓氏，例如前聯合國秘書長吳丹。在緬甸，他被稱作「班德瑙的吳丹」（Pantanaw U Thant），指他的家鄉。印度尼西亞人名也常常沒有姓，特別是爪哇族人時常只有單名，知名人物包括前總統、運動員特里亞特諾。許多印度人沒有姓氏，特別是在南印度以及東北的米佐拉姆邦，知名人物包括移民美國的印度裔科學家Govindjee，他發表在學術期刊上的論文也沒有姓氏。北方邦的前任首席部長瑪雅瓦蒂選擇不使用姓氏。
在亞洲，藝人和作家另取藝名、筆名或只用名字不用姓氏的情況非常常見。阿拉伯世界最有名的在世詩人之一，敘利亞的阿里·艾哈邁德·賽義德·伊斯比爾在1947年選用了筆名「阿多尼斯」。另外例如日本的絢香、Becky、Gackt、hide、Hyde、Kamijo、Miyavi、Tsunku、以及棒球選手鈴木一朗（在日語和英語通常都只稱）；韓國的BoA、Rain、Shoo、Irene、Psy和Jisoo；香港的側田；許多東亞國家名叫Lisa或Jin的藝人；印度的達曼德拉、戈文達、卡約兒、柏蘭、瑞卡和塔布。不過漢字文化圈的藝名在使用漢字時，格式時常和一般姓名無異，可能保留原本的姓氏，或是另取姓氏，例如馬來西亞華人歌手梁靜茹（本名梁翠萍）、台灣歌手費玉清（本名張彥亭）、日本歌手倉木麻衣（本名青野真衣）、韓國演員全智賢（本名王智賢）。

## 美洲原住民文化

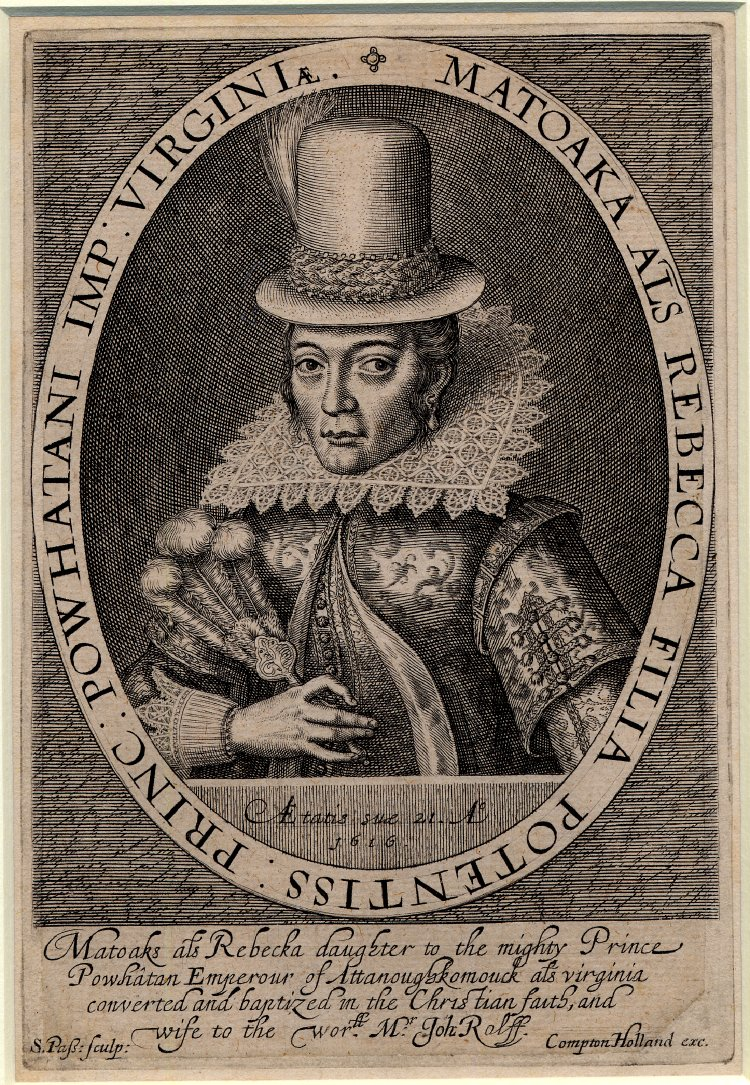
寶嘉康蒂

美洲原住民原本不使用姓氏。例如中美洲阿茲特克統治者蒙特蘇馬一世和二世、南美洲印加帝國皇帝阿塔瓦爾帕、北美洲波瓦坦族的寶嘉康蒂以及肖尼族的特庫姆塞。至十九世記美國和阿帕契族戰爭時，紀載中的酋長大多仍保留了單名的傳統，例如傑羅尼莫。
一個特別的例子是荷蘭及塞內卡混血的外交官種粟者，他同時有兩個名字，塞內卡語名Kaintwakon是單名，意為「種玉米的人」，荷蘭語名則帶有父親的姓氏。他的後代將Kaintwakon翻譯成英語當作姓氏，而不是用荷蘭父系祖先的。

## 西方文化

### 古代

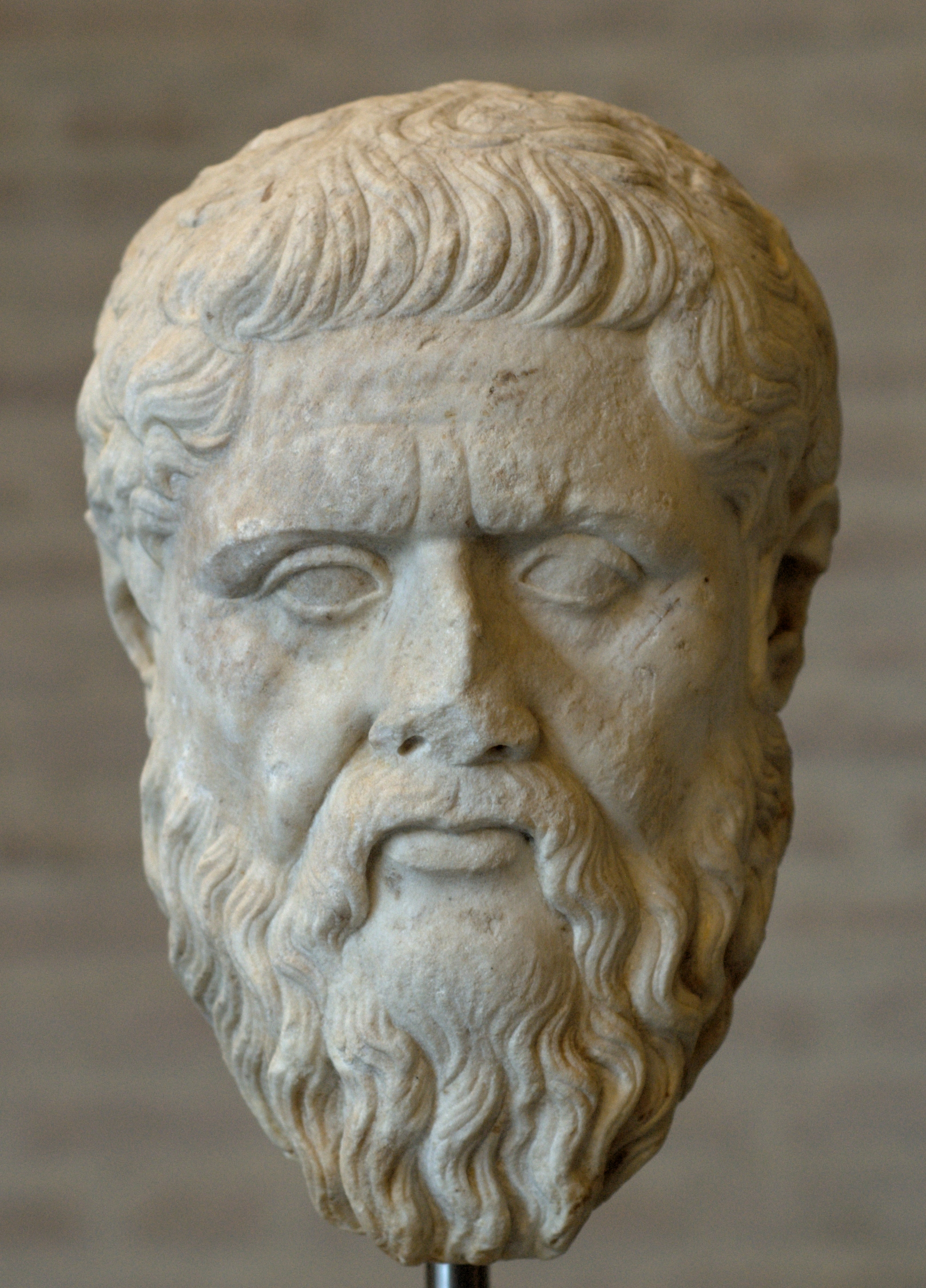
古希臘哲學家柏拉圖沒有姓氏

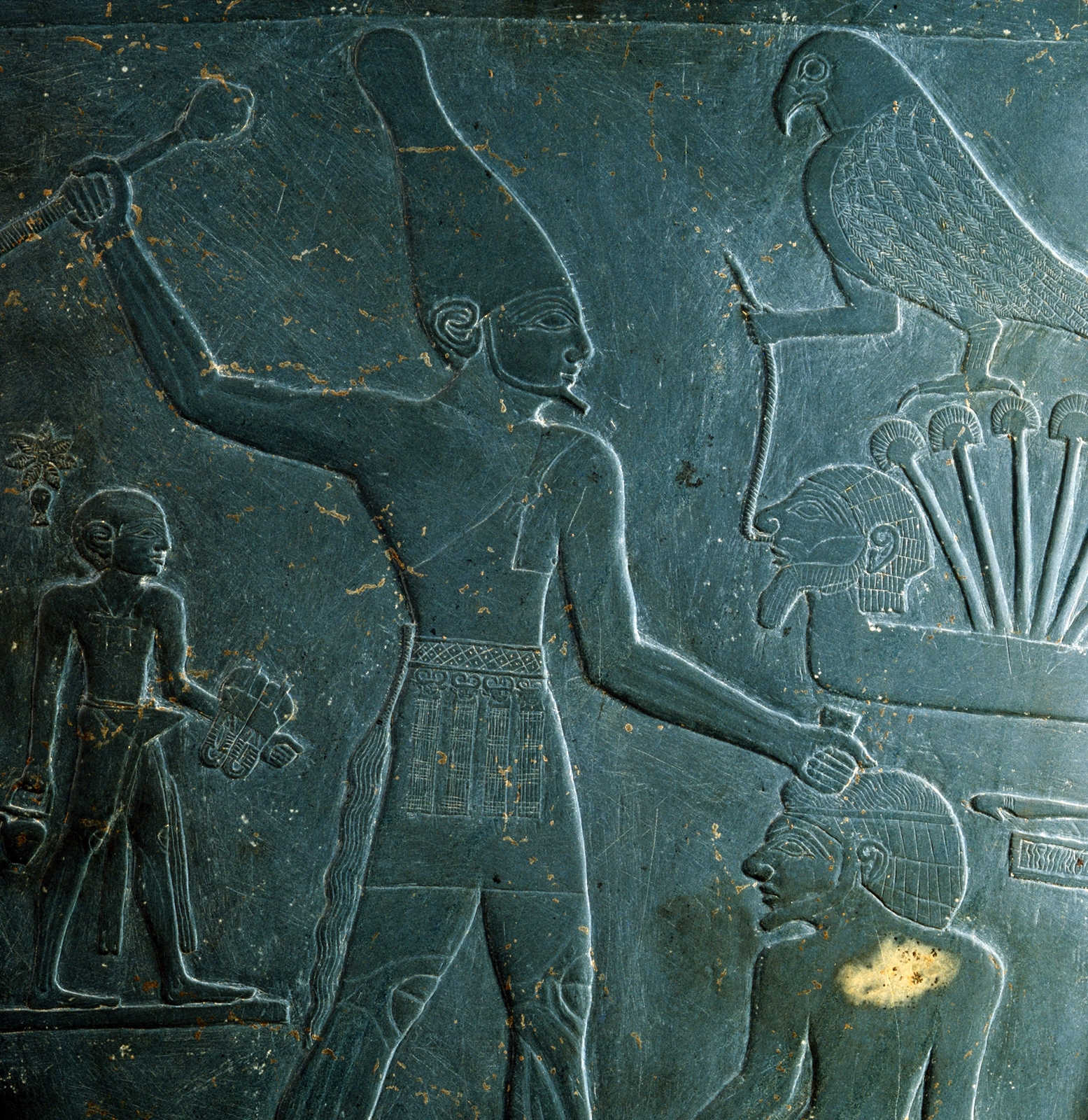
那爾邁，古埃及首位法老

歐洲人的名字在各地、各時代有許多不同的結構，包括一些沒有姓氏的情況。
在古典时代，大多數人沒有姓氏，包括蘇美歷史記載的第一任國王阿魯利姆、古埃及首位法老那爾邁、聖經中出現的人物都沒有姓氏。古希臘人也沒有姓氏，後世歷史學家為了區隔同名的人而加上描述詞，例如季蒂昂的芝諾和埃利亞的芝諾。這些描述詞可能選自人物的特徵、重要貢獻、家鄉、職業、或用父親的名字，但這些描述詞不是姓氏，也不是名字的一部份。其他例子有凱爾特女王布狄卡以及努米底亞國王朱古達，然而因這些文化的歷史紀錄往往較不完整，並可能是來自周邊其他文化的記載，因此較難考證是否真的沒有姓。
較早使用姓氏的是古羅馬人名，至羅馬共和國和羅馬帝國的時代，羅馬的男性公民使用使用三名法，全名依序是個人名（拉丁語：praenomen）、氏族名（nomen）和家族名（cognomen）；後兩者繼承自父親，相當於姓氏。然而女性沒有自己的姓名，只用父親的家族名變格為陰性作為名字。進入中世紀前期後，姓氏由西歐和南歐部開始慢慢普及。義大利的第一個日耳曼族國王弗拉維奧·奧多亞塞。至中世紀中期，姓氏已經非常普及，例如愛爾蘭至尊王布賴恩·博魯、統一蘇格蘭的肯尼思一世、甚至在斯堪地那維亞也流行起姓氏。文藝復興時期的荷蘭思想家德西德里烏斯·伊拉斯謨是少數到晚期仍未有姓氏的人之一，「德西德里烏斯」和「伊拉斯謨」都是名字而非姓氏。
雖然中世記之後姓氏普及，但在歐洲許多作家和藝術家仍另起不帶姓氏的別名，此傳統一直流傳至今。

### 近代

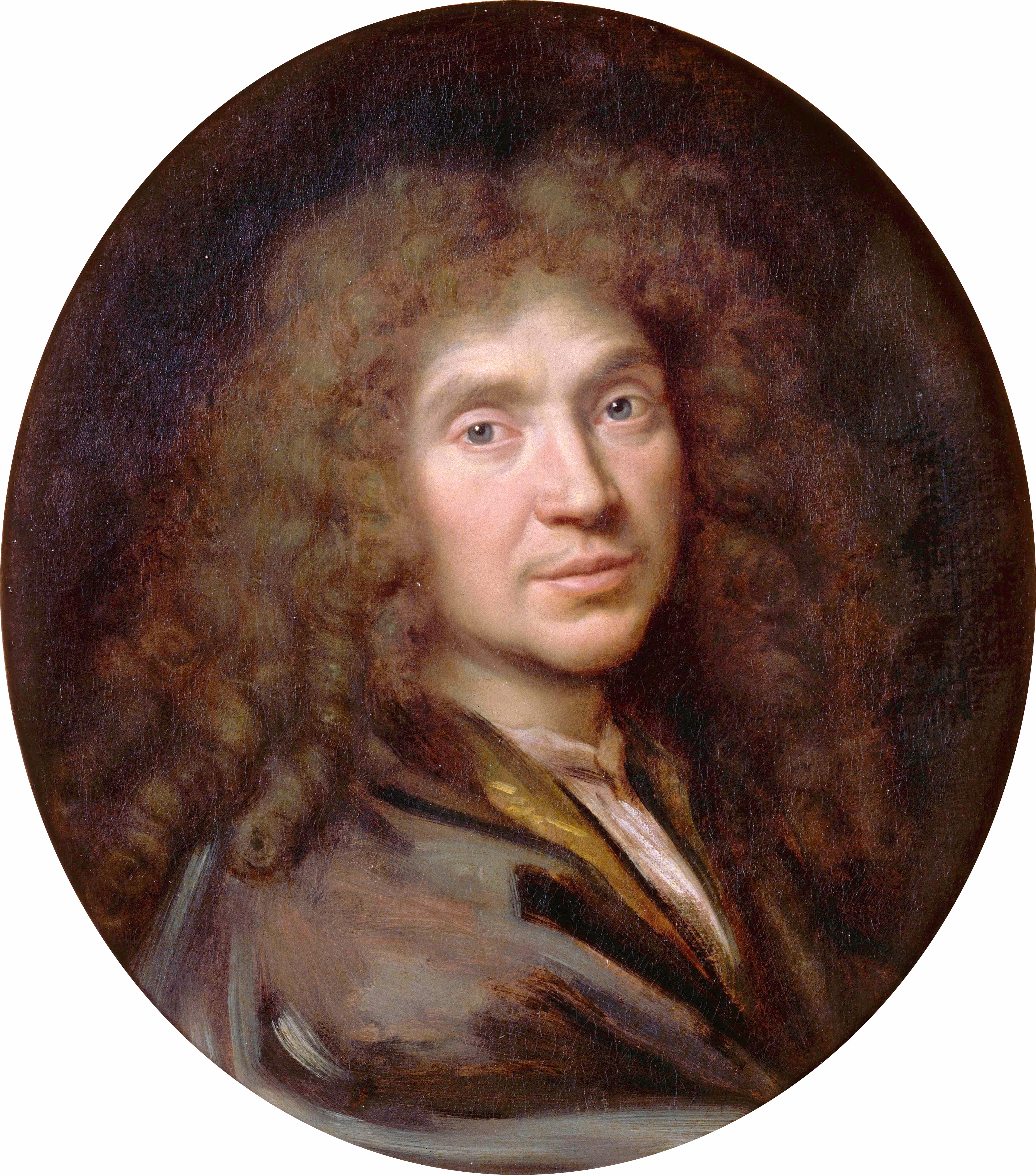
法國十七世記劇作家莫里哀

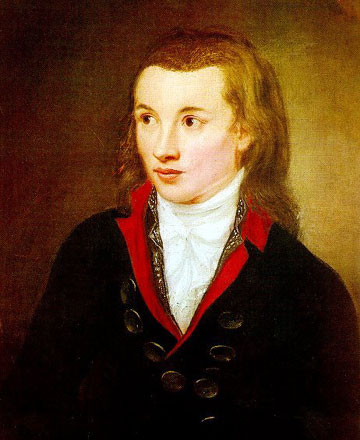
十八世記德國哲學家諾瓦利斯

歐洲的君主即使有了姓之後，往往也不使用，例如拿破侖。稱呼君主和貴族的方式是使用稱謂加上名字，甚至連名字都避開，改說「國王」、「女王」或「陛下」，這是一種特權。同名的時候會用第幾世或是形容詞區分，例如伊莉莎白二世、查理大帝、鐵鎚查理。少數歐洲君主會使用姓，例如波蘭選王制產生的君主巴托里·斯特凡就使用姓氏。此外，羅馬教皇會在當選後取一個尊號，傳統上是單名，唯一的例外是若望保䘵一世和二世使用雙名。
有些歷史上有名的畫家，只被以名字或別名稱呼，例如（名字）、提香（名字）、（名字）、丁托列托（綽號）、卡拉瓦喬（出生地名）。義大利畫家貝納多·貝洛托曾借用他叔叔的單名加納萊托作畫，有些歐洲國家至今仍稱呼貝洛托為加納萊托。
傳統的北歐人名只有名字，所謂的「姓」只是在名字後面加註父親或母親的名字。冰島人名至今仍保留此文化，冰島人不論場合和身份關係都只會用名字稱呼彼此，知名人物包括。
土耳其在一戰後總統凱末爾推動西化，才引入姓氏，他自己的姓「阿塔圖克」是由土耳其國會授予，意思是「土耳其人之父」。至今土耳其人仍習慣用名字稱呼彼此，運動員的球衣上也只寫名字，在半正式場合則用名字加上貝伊或其他稱謂；而政治人物則常常只用姓氏，例如、和。
在歐洲自近代以降有不少作家和藝術家喜歡使用單名，例如十七世記法國劇作家和演員莫里哀、德國哲學家諾瓦利斯、十九世記法國攝影師納達爾。在十七和十八世記的義大利，大多數閹伶使用的藝名是單名，例如Senesino、Caffarelli、法里內利。十八世記的著名思想家伏爾泰在1718年取了這個別名，除了當作筆名也在日常生活中使用，用來和進入巴士底監獄之前的自己區隔。十九世記法國作家馬利-亨利·貝爾用了許多筆名，其中最知名的是司湯達，取自他祟拜的藝術史學家約翰·約阿希姆·溫克爾曼的出生地施滕達爾。其他例子還有荷蘭最重要的文學家穆爾塔圖里、英國作家薩基、波蘭劇作家維特卡茨、比利時漫畫家。

### 現代
在現代西方，大多數人實際上都有姓氏，只有少數因個人選擇的例外。美國魔術搭檔潘恩與泰勒中的泰勒原本是他的姓，但他在法律上改名成單名泰勒。美國摔跤手柴娜和終極戰士為了自由使用自己的藝名不受世界摔角娛樂的限制，先後將名字正式更改為「柴娜」和「戰士（英語：Warrior）」。戰士這個名字後來成為他孩子的姓氏。
藝名或暱稱通常不帶姓氏。如同西方王室的情況，不使用姓氏是一種特權，因為有名，所以不用擔心名字跟別人重複。有些人的「藝名」就是他的首名或中間名，不使用姓氏，例如瑪琳娜、夏奇拉、愛黛兒、王子、貓王（Elvis）、亞瑟小子（Usher）、雪兒、瑪丹娜、碧昂絲、凱莉、蕾哈娜。也有人另取藝名，例如、未來小子、蘿兒、菲姬，美國作家羅德尼·威廉·懷特克的筆名特瑞凡安也是單名。另外也有些人用姓氏當藝名。除了自己主動挑選的藝名，也有些人是被其他人用名字或綽號稱呼，例如美國主持人、巴西前總統路易斯·伊納西奧·盧拉·達席爾瓦（通常只被稱為盧拉，因為葡萄牙語人名往往很長，所以常會這樣簡稱）、亞美尼亞裔加拿大人像攝影師尤瑟夫·卡希通常被稱作「渥太華的卡希」，美國總統小布希常被稱作W，即他的中間名字首，以和他的父親區別。
在西班牙語和葡萄牙語區，許多足球員會使用單名，例如、尤西比奧。這些單名有時取自球員的名字或姓氏，並可能縮略。因為西語地區許多人的名字相同，甚至在同一球隊，另取這些單名有助於分辨同名的人物。這個現象有時也出現在其他國家或其他運動，例如委內瑞拉足球員、象牙海岸足球員、塞爾維亞裔美國足球員Preki、巴西籃球員Hortência和。
美國政治人物通常用姓氏稱呼，但有些政治人物因公關考量會改用名字。最近較知名的例子是希拉蕊·柯林頓，原因之一是他的姓氏是冠夫姓，容易和同樣是政治人物的丈夫比爾·柯林頓混淆。這個作法在1952年就曾出現，因為名字太長，決定用「艾克」的暱稱。然而有些記者在報導中只用「希拉蕊」時，被讀者誤會是性別歧視。

## 虛構作品
在虛構作品中，有些人物因為特殊的原因無名無姓，或是沒有機會讓人知道其姓氏。例如《英雄》中的無名、殘劍、飛雪等角色、的沒有出現過家族姓氏、《神盾局特工》中的斯凱在前幾季因為是孤兒而不使用姓氏。日本動漫作品《火影忍者》、《寶可夢》和《海賊王》中也有許多角色沒有姓。電影中一位演員宣稱因為他的角色沒有姓是因為該角色不夠重要，註定要領便當。
許多科幻作品中的外星人被設定為沒有姓氏，例如在的科幻小說《一無所有》中，安納瑞斯星採取無政府主義，基於反對任何透過親戚關係形成壓迫的立場，所有人都沒有姓氏。的人和瓦肯人也沒有姓氏。星際大戰的尤達在各作品中都是單名。
許多奇幻作品也因為模仿古代歐洲，大多數人沒有姓氏。包括托爾金的中土世界，大多數人只會冠上父名。